# Lucinda Riley
Lucinda Riley (født 16. februar 1965, død 11. juni 2021) var en irsk forfatter til historiske romaner. Hun var født og opvokset i Irland og boede i både Thailand og London. Hun slog sig senere ned i Frankrig og i Norfolk med sin mand og fire børn.
Hendes bøger er oversat til 28 sprog, inklusive dansk.

## Bøger på dansk
- 2012 Orkideens hemmelighed (Originaltitel: Hothouse Flower)
- 2013 Pigen på klippen (Originaltitel: Girl on the Cliff)
- 2014 Lavendelhaven (Originaltitel: The Light behind the Window)
- 2015 Midnatsrosen (Originaltitel: The Midnight Rose)
- 2015 Pigen fra Napoli (Originaltitel: The Italian Girl)
- 2016 Engletræet (Originaltitel: The Angel Tree)
- 2018 Kærlighedsbrevet (Originaltitel: The Love Letter)
- 2022 Mord På Kostskolen (The Murders At Fleat House)

## De syv søstre
- 2016 De syv søstre (Originaltitel: The Seven Sisters)
- 2017 Stormsøsteren (Originaltitel: The Storm Sister)
- 2017 Skyggesøsteren (Originaltitel: The Shadow Sister)
- 2018 Perlesøsteren (Originaltitel: The Pearl Sister)
- 2018 Månesøsteren (Originaltitel: The Moon Sister)
- 2019 Solsøsteren (Originaltitel: The Sun Sister)
- 2021 Den Forsvundne Søster (Originaltitel: The Missing Sister)